# MP-18
Bergmann MP18 bila je prva kratka strojnica koja se masovno proizvodila. Razvili su je Theodor Bergmann i Hugo Schmeisser u Njemačkom Carstvu tijekom Prvog svjetskog rata i isporučili njemačkim vojnicima na fronti (uglavnom napadujućim bataljonima) 1918. godine. Do kraja rata, Theodor Bergmann Armstech proizveo je oko 35.000 kopija ovog oružja.
MP18 specijalno je razvijena za rovovsko ratovanje, jer je prenosivi mitraljez poput MG 08/15 bio pretežak i puška nije imala potrebnu brzinu rafala. Za razliku od prenosnih mitraljeza koje je većina savezničkih snaga koristila pred kraj rata (Browning Automatic Rifle, Lewis Gun, Chauchat), MP18, poput talijanske Berette M1918, mogao je koristiti jedan čovjek, ciljati i pucati iz pokreta u svoje mete.
U svakom pregledu bila je superiorniji od dugog pištolja "P08" ili Langen Pistole 08 koji su Nijemci koristili za rovovsko ratovanje. Slaba točka MP18 bili su bubnjasti spremnici pištolja 08, koji su se u početku koristili, bili su krupni te su se mogli puniti samo posebnim alatima.
MP18, također poznat kao "Grabenfeger" ili rovovska metla, bil je jedan od razloga zbog čega je njemačkom Reichu zabranjeno Versajskim sporazumom proizvoditi automatsko oružje.
MP28 imala je ažurirani dizajn proizveden nakon Drugog svjetskog rata, 1928. godine, kada se proizvela strojnica Thompson Model 1928.

## Vanjske poveznice
- Stranica s detaljnim podacima i činjenicama o "pištoljstrojnici 18"  Arhivirana inačica izvorne stranice od 30. prosinca 2019. (Wayback Machine) na web stranici www.wehrmacht-lexikon.de